# سید محمود حسینی واعظ
سید محمود حسینی واعظ (زادهٔ ۱۳۳۱ در شاهرود – درگذشتهٔ ۲۶ فروردین ۱۴۰۴) نمایندهٔ حوزهٔ انتخابیهٔ رامیان در دورهٔ پنجم مجلس شورای اسلامی بود که در فروردین ۱۴۰۴ درگذشت.